# Fromentières (Mayenne)
 Fromentières  es una localidad y comuna de Francia, en la región de País del Loira, departamento de Mayenne, en el distrito de Château-Gontier y cantón de Château-Gontier-Est. Está integrada en la Communauté de communes du Pays de Château-Gontier.

## Demografía
| 671 | 585 | 593 | 619 | 623 | 674 |
| Para los censos de 1962 a 1999 la población legal corresponde a la población sin duplicidades (Fuente: INSEE [Consultar]) |     |     |     |     |     |